# Марк Касий Аполинар
Марк Касий Аполинар (на латински: Marcus Cassius Apollinaris) е политик и сенатор на Римската империя през 2 век.
През 150 г. той е суфектконсул заедно с Марк Петроний Мамертин.